# Raios de Luar
GRES Raios de Luar é uma escola de samba do Recife. A escola está registrada no 2.º RTD-Registro de Títulos, Documentos e Cível de Pessoas Jurídicas da comarca da capital.

## Carnavais
| Ano  | Colocação | Grupo | Enredo                              | Carnavalesco | Ref.  |
| ---- | --------- | ----- | ----------------------------------- | ------------ | ----- |
| 2007 |           | 2     | Do mundo da lua ao chão de estrelas | Ricardo      |       |
| 2012 | Campeā    | 2     | Luzes do Sertão                     |              | [ 2 ] |